# Tuomas Planman
Tuomas Planman (Espoo, 17 marzo 1980) è un tastierista finlandese.
Attualmente fa parte della band power metal Norther.

## Biografia
Inizia a suonare il pianoforte all'età di 7 anni la chitarra a 15.
Nel 2000 si unisce ai Norther, in cui ha militato fino allo scioglimento della band nel luglio 2012.

## Equipaggiamento
- Korg Triton Workstation

## Discografia
Con i Norther:

### Full-length
- Dreams of Endless War - 2002
- Mirror of Madness - 2003
- Death Unlimited - 2004
- Till Death Unites Us - 2006
- N - 2008

### EP
- Solution 7 - 2005
- No Way Back - 2007

### DVD
- Spreading Death - 2004